# Wenlock et Mandeville

Wenlock et Mandeville sont les mascottes, la première pour les Jeux olympiques d'été de 2012 et la deuxième pour les Jeux paralympiques. Elles ont été présentées au public le 19 mai 2010. Elles représentent les deux dernières gouttes d'acier qui ont été utilisées pour la construction du stade olympique de Londres. Les mascottes n'ont qu'un œil et une lumière jaune sur la tête inspirée par les taxis londoniens.
Ces personnages au look futuriste et leurs couleurs métalliques ont été créés par l'agence de communication anglaise Iris tandis que l'écrivain et poète Michael Morpurgo a inventé leur biographie.

## Origine des noms
La tête de Wenlock se veut un rappel des taxis londoniens, et les trois pics sont inspirés des marches du podium. À ses poignets, les anneaux olympiques sont portés comme des bracelets de l’amitié. Il tient son nom de la petite ville de Much Wenlock située dans le comté du Shropshire. Le baron Pierre de Coubertin y fut invité en 1890 pour assister aux « Wenlock Olympian Society Annual Games » (Jeux annuels de Much Wenlock), festival pittoresques créé en 1850 et qui était précurseur aux Jeux olympiques modernes fondé par le baron.
Le nom de la mascotte Mandeville fait référence à l’hôpital de Stoke Mandeville dans le comté de Buckinghamshire, où des soldats de la Seconde Guerre mondiale se rétablissaient de leurs blessures à la moelle épinière. Précurseurs des Jeux paralympiques, les premiers « Jeux mondiaux des chaises-roulantes et des amputés » ont été inaugurés sur le terrain de l’hôpital en 1948. Deux équipes d’anciens combattants ont alors participé à une unique épreuve, le tir à l’arc. Les véritables jeux paralympiques débutent en 1960 à Rome en Italie.

## Controverse
Dès leur présentations officielles, beaucoup de personnes ont reproché leur apparence tout comme la présentation du logo avait souffert de critiques. On les compare aux Télétubbies, au cyclope Robert Razowski de Monstres et Cie, ou aux extra-terrestres Kang et Kodos de la série télévisée Les Simpson,,.